# Ђаца (Верона)
Ђаца је насеље у Италији у округу Верона, региону Венето.
Према процени из 2011. у насељу је живело 113 становника. Насеље се налази на надморској висини од 776 м.